# Nubunet
Nubunet – żona władcy starożytnego Egiptu Pepiego I z VI dynastii.
Była prawdopodobnie pierwszą żoną władcy. Stała się inicjatorką spisku haremowego skierowanego przeciw swojemu mężowi, w związku z którym dochodzenie prowadził zaufany urzędnik Pepiego Uni z sędzią z Nechen. Spisek ten mógł mieć związek z chęcią osadzenia na tronie przez Nubunet swojego syna. Nie jest znany czas procesu królowej, ale na czas po spisku przypada ślub Pepiego z córkami możnowładcy z Abydos.
Niektórzy uważają (Vercouter), że była matką Merenre I.
Pochowana została w piramidzie w południowej Sakkarze, znajdującej się w zespole piramid królowych – żon Pepiego I, usytuowanym na południe od piramidy faraona.